# Lora (beguda)
La lora o "beguda dels esclaus" ( serva potio ) va ser durant l'antiguitat un vi barat, de mala qualitat. Si s'afegeix aigua a l'pellofa que queda després d'haver premsat el raïm destinades a la producció de vi, és possible produir una beguda fluixa, semblant al vi.

## Història
La lora, beguda per esclaus i treballadors de l'antiga Grècia i l'antiga Roma, era obtinguda amb les restes de les pells de raïm premsats ja dues vegades, que es deixaven macerar en aigua durant un dia. Llavors, de la barreja resultant, es procedia a un nou premsat per obtenir, amb un afegit posterior d'aigua, un líquid semblant a un vi fluix.
Posteriorment es va seguir utilitzant de forma semblant a l'edat mitjana i ha arribat fins a dates tan tardanes com a mitjans de l'segle xx, sobretot a França, on derivaria amb el nom de  piquette  ( piqueta) per al consum d'agricultors pobres, peons o treballadors.
Després del premsat del raïm, aquesta beguda es devia oferir als veremadors. La lora es conservava fins al solstici d'hivern.